# Eriogonum viscidulum
Eriogonum viscidulum är en slideväxtart som beskrevs av Howell. Eriogonum viscidulum ingår i släktet Eriogonum och familjen slideväxter. Inga underarter finns listade i Catalogue of Life.